# Ajit Singh Gill
Ajit Singh Gill (ur. 21 marca 1928 w Kuala Lumpur, zm. 16 stycznia 2024) – singapurski hokeista na trawie (sikh), olimpijczyk.

## Życiorys
Urodził się w Kuala Lumpur, lecz wychowywał się w okolicach miasta Selangor. W latach 1948–1951 grał w hokeja na trawie i krykieta w Selangor Indian Association. W 1952 lub 1953 roku przeniósł się do Singapuru, gdzie zaczął uczęszczać do Teacher Training College. Od 1952 do 1975 roku był zawodnikiem zespołu Singapore Indian Association, grał też w międzyczasie w Singapore Khalsa Association. Oprócz hokeja na trawie i krykieta uprawiał również golf. Chorował na astmę.
Uczestnik Letnich Igrzysk Olimpijskich 1956 (grał jako obrońca). Reprezentował Singapur w dwóch z sześciu spotkań, które kadra narodowa zagrała na tym turnieju, nie strzelając żadnego gola (były to mecze rundy klasyfikacyjnej o miejsca 5-8 przeciwko Nowozelandczykom i Australijczykom – oba przegrane). Jego reprezentacja zajęła finalnie 8. miejsce w stawce 12 zespołów. Grał także w narodowej reprezentacji w krykiecie.
W wieku ponad 90 lat nadal uprawiał sport – uczestniczył w zawodach weteranów w chodzie sportowym. W 2016 roku został mistrzem Azji w swojej kategorii wiekowej w chodzie na 5 kilometrów. W 2010 roku niósł pochodnię z ogniem olimpijskim, którą zapalono podczas Letnich Igrzysk Olimpijskich Młodzieży 2010. W 2018 roku był najstarszym żyjącym singapurskim olimpijczykiem. Miał wówczas pięcioro dzieci, dziesięcioro wnuków i jednego prawnuka.